# 竹中一江
竹中 一江（たけなか　かずえ、1985年2月20日 - ）は、日本の女性ファッションモデルである（読者モデル）。本職は、フランクミュラーウォッチランド大阪の社員である。

## 人物
- 神戸松蔭女子学院大学短期大学部入学時より、雑誌の編集部からのスカウトにより読者モデルとしてデビューしている。
- 趣味は、旅行とカメラでの撮影。
- 好物はサクランボ。
- 好きなスポーツはサッカー[1]。

## 活動内容

### 雑誌
- 『ViVi』（講談社）
- 『JJ』（主婦の友社）
- 『CanCam』（小学館）
- 『bis』（光文社）

## 出演番組
- 『ちりちりドクモちゃん』（MBS）

### イベント
- 「神戸コレクション 」（神戸公演および東京公演）